# District de Besançon
Le district de Besançon est une ancienne division territoriale française du département du Doubs de 1790 à 1795.
Il était composé des cantons de Besançon, Beure, Bonnay, Nancray, Pouilley-les-Vignes, Recologne, Rigney, Roche, Roulanset Saint-Vit.

## Galerie

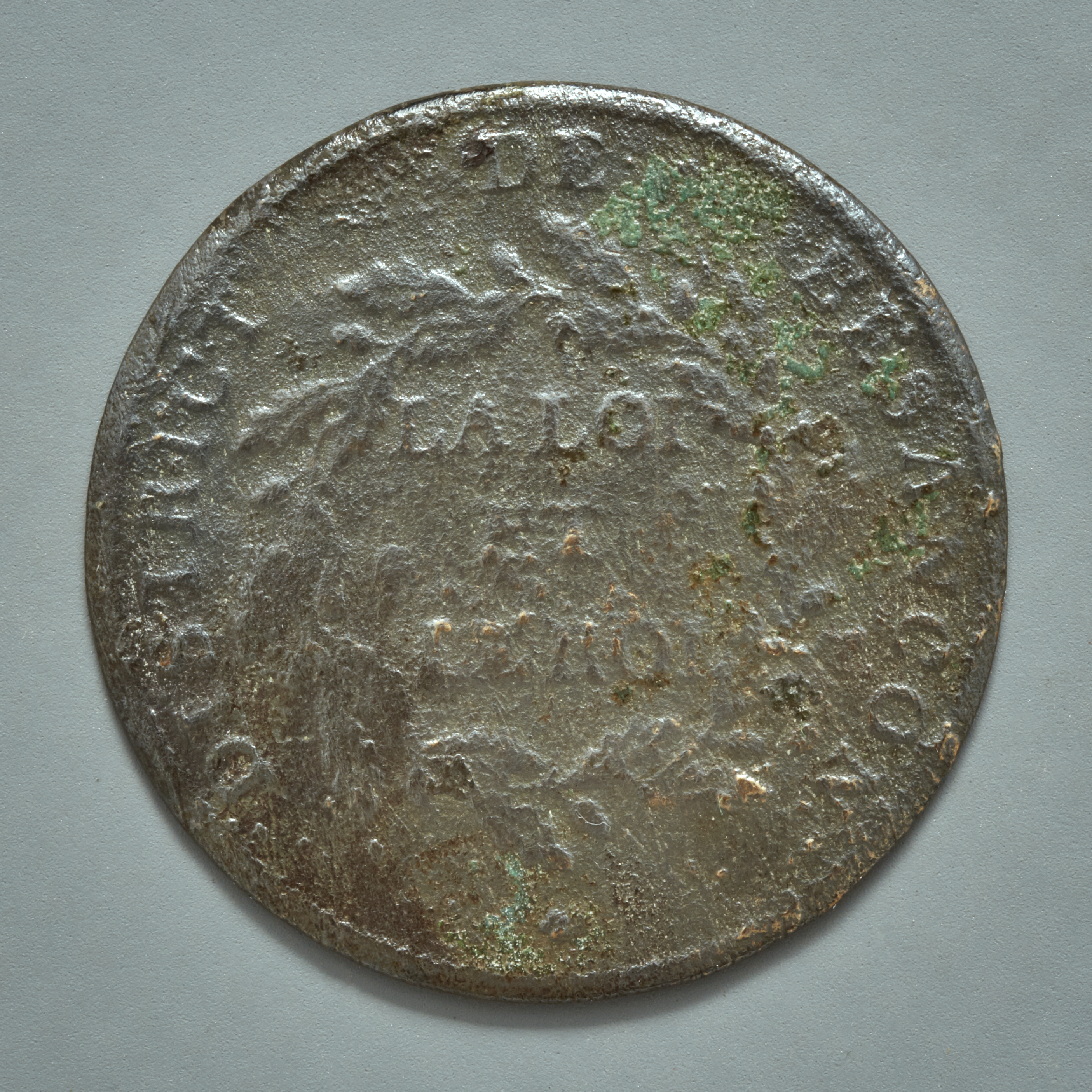
Bouton (musée Carnavalet)